# Paderborn
Paderborn je grad u njemačkoj pokrajini Sjevernoj Rajni-Vestfaliji. Nalazi se oko 90 km istočno od Dortmunda i oko 100 km jugozapadno od Hannovera. Ima preko 140.000 stanovnika. Znamenit je po katedrali, vijećnici i baroknoj crkvi. U gradu se nalazi poznato sveučilište.
Grad se prvi put spominje 777. Povijesna mu je jezgra jako oštećena za vrijeme Drugog svjetskog rata.

## Vanjske poveznice
- Službena stranica (njem.) (engl.) (kin.) (polj.)

### Ostali projekti
|  | Zajednički poslužitelj ima još gradiva o temi Paderborn |